# Girl Power (femminismo)
Girl power (a volte scritto grrrl power) è uno slogan che incoraggia e celebra l'emancipazione, l'indipendenza, la fiducia e la forza delle donne. L'invenzione dello slogan è attribuita alla band punk statunitense Bikini Kill, che nel 1991 pubblicò una fanzine chiamata Girl Power. È stato poi reso popolare dal gruppo femminile britannico Spice Girls a metà degli anni '90.

## Primi utilizzi e origini
Nel 1991, la band punk americana Bikini Kill pubblicò una zine femminista chiamata Girl Power . La cantante della band, Kathleen Hanna, ha detto che è stata ispirata dallo slogan Black Power. Il termine è diventato popolare all'inizio e alla metà degli anni '90 nella cultura punk. La Rolling Stone Encyclopedia of Rock & Roll attribuisce alla zine il merito di aver coniato lo slogan: "Nella loro fanzine femminista Bikini Kill hanno articolato un programma per le giovani donne dentro e fuori la musica; la band ha messo in pratica quelle idee. Bikini Kill si è guadagnato una reputazione nell'underground punk per aver confrontato certi standard di quel genere; per esempio, chiedendo alle persone di sbattere sul lato del palco, in modo che le donne non vengano spinte fuori dalla parte anteriore, e invitando le donne a prendere il microfono e parlare di abusi sessuali.
Alcuni altri artisti musicali che hanno usato lo slogan nella loro musica sono la band gallese Helen Love, che appare nel ritornello della loro canzone del 1992 "Formula One Racing Girls", e il duo pop-punk Shampoo, che ha pubblicato un album e un singolo intitolato Girl Power nel 1995

## Spice Girls
Il quintetto pop britannico Spice Girls ha portato il mantra nella coscienza mainstream a metà degli anni '90. La versione di "girl power" delle Spice Girls si concentrava sull'importanza di un'amicizia forte e leale tra le donne, con un messaggio di empowerment che attraeva ragazze, adolescenti e donne adulte. Secondo la rivista Billboard, hanno dimostrato un'amicizia femminile reale, non competitiva, cantando: "Se vuoi il mio amante, devi stare con i miei amici. Fallo durare per sempre; l'amicizia non finisce mai. "
In tutto, la presentazione mirata e coerente del "girl power" ha costituito il fulcro del loro fascino come band. Alcuni commentatori attribuiscono alle Spice Girls il rinvigorente femminismo mainstream negli anni '90, con il mantra "girl power" che funge da porta d'accesso al femminismo per i loro giovani fan. D'altra parte, alcuni critici hanno liquidato il "potere femminile" come nient'altro che una tattica di marketing superficiale, mentre altri hanno contestato l'enfasi sull'aspetto fisico, preoccupati per il potenziale impatto sui giovani autocoscienti e / o impressionabili. Indipendentemente da ciò, la frase divenne un fenomeno culturale, adottata come mantra per milioni di ragazze e persino nell'Oxford English Dictionary . Riassumendo il concetto, l'autore Ryan Dawson ha detto: "Le Spice Girls hanno cambiato la cultura britannica abbastanza da far sembrare il Girl Power del tutto insignificante".
Nel 2018, Rolling Stone ha nominato il marchio di "girl power" delle Spice Girls in The Millennial 100, un elenco di 100 persone, musica, pietre di paragone culturali e movimenti che hanno plasmato la generazione dei Millennial.

## Borse di studio
Nel suo libro del 2002 Girl Heroes: The New Force in Popular Culture, la professoressa Susan Hopkins suggerisce una correlazione tra il "potere femminile", le Spice Girls e le eroe d'azione femminili alla fine del 20 ° secolo.
Lo slogan è stato esaminato anche nel contesto del campo accademico, ad esempio gli studi di Buffy . La teorica dei media Kathleen Rowe Karlyn nel suo articolo "Scream, Popular Culture and Feminism's Third Wave: I'm Not My Mother" e Irene Karras in "The Third Wave's Final girl : Buffy the Vampire Slayer " suggeriscono un collegamento con la terza ondata femminista . Frances Early e Kathleen Kennedy nell'introduzione a Athena's Daughters: Television's New Women Warriors, discutono di ciò che descrivono come un legame tra il potere femminile e una "nuova" immagine delle donne guerriere nella cultura popolare.

## Dizionario inglese di Oxford
Un aggiornamento del 2001 dell'Oxford English Dictionary ha definito il Girl Power come: 

## Nella cultura di massa
- Girl Power – singolo del gruppo The Cheetah Girls
- Power Girl - Personaggio dei fumetti creato da Gerry Conwey
- Girl Power - La rivoluzione comincia a scuola – film di Amy Poehler del 2021
- Girl Power - Live in Istanbul -  Videocassetta delle Spice Girls del 1997